# Jiaocheng
För andra betydelser, se Jiaocheng (olika betydelser).
Jiaocheng, tidigare romaniserat Kiaocheng, är ett härad som lyder under Lüliangs stad på prefekturnivå i Shanxi-provinsen i norra Kina.

## Kända invånare
- Hua Guofeng (1921-2008), kinesisk kommunist och Kinas ledare åren 1976-79.